# 喬治冰原島峰
85°35′S 145°26′W / 85.583°S 145.433°W
喬治冰原島峰（英語：George Nunatak）是南極洲的冰原島峰，位於瑪麗伯德地，處於哈洛德伯德山脈和萊弗里特冰川之間，海拔高度1,050米，現時由南極條約體系管理。